# ويليام فاغنر (سياسي)
ويليام فاغنر (بالإنجليزية: William Wagner)‏ هو عالم وسياسي أمريكي، ولد في 1796، وتوفي في 1885. انتخب عضو مجلس ولاية بنسيلفانيا.